# Dienstregelingspad

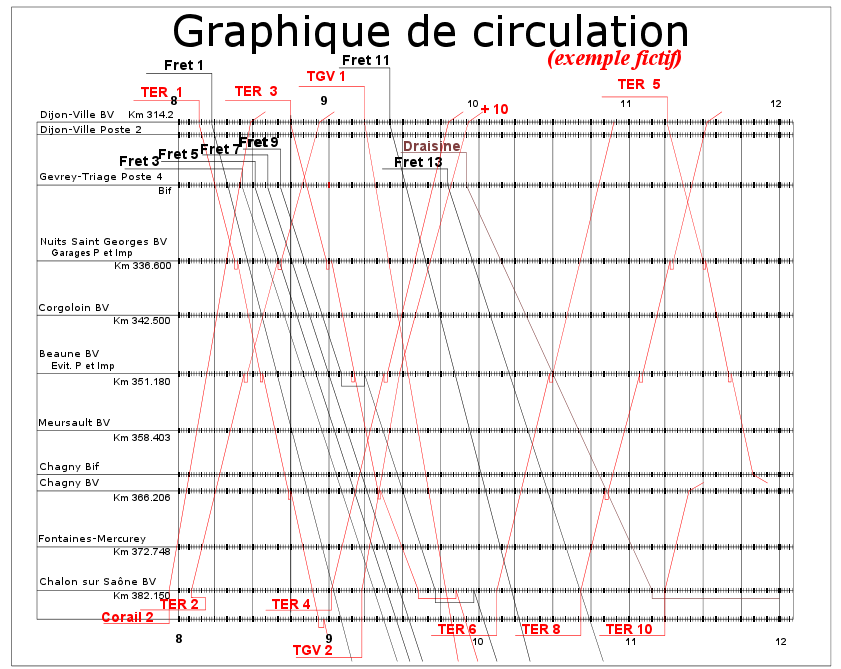
Een grafische weergave van paden. Dit (fictieve) voorbeeld laat het gebruik van het spoor op de lijn Parijs - Marseille tussen Dijon naar Chalon-sur-Saône zien, waarbij de x-as de tijd weergeeft, en de y-as de afstand, waarbij ook belangrijke punten zoals stations en wissels worden aangegeven.

Een dienstregelingspad, treinpad of gewoon pad is het recht dat een spoorwegonderneming op het spoorwegnet nodig heeft om een trein over een traject te kunnen laten rijden. Het kan dat er één keer een trein over het traject mag rijden of het kan dat er een regelmatige dienstregeling is toegestaan.
Een pad geeft in een grafiek de tijden, dat de onderneming van het spoorweg gebruik mag maken. Deze grafiek kan door een stuksgewijs lineaire functie worden benaderd. Het pad kan worden uitgedrukt in de vertrek-, aankomst- en/of doorkomsttijden van de trein bij de stations of andere dienstregelpunten, bijvoorbeeld bediende bruggen, langs het gewenste traject.
Om enige speling toe te laten maar deze wel te begrenzen wordt echter een slot, te vergelijken met slots in de luchtvaart, toegekend. Vanaf de begintijd mag het voertuig het traject binnenrijden, en uiterlijk op de eindtijd moet het voertuig het traject weer verlaten hebben. De tijdsintervallen voor twee opeenvolgende trajecten overlappen elkaar steeds.
De paden kunnen verschillen in snelheid en aantal stops, afhankelijk van het type trein (goederentrein, stoptrein, intercity, etc).
Paden kunnen door spoorwegondernemingen worden aangevraagd bij de spoorwegbeheerder. Deze tracht de paden op een eerlijke wijze te verdelen. Voor het gebruik van de paden dient de spoorwegonderneming een gebruiksvergoeding (infraheffing) te betalen.
Verder kunnen bij meer sporen, op zowel de vrije baan als bijvoorbeeld op een station, de treinpaden op het niveau van capaciteit, bijvoorbeeld van belang voor de samenstelling van een dienstregeling, en het concrete treinpad, van belang voor de korte termijn, worden onderscheiden. Soms bepaalt de spoorverkeersleiding bijvoorbeeld pas de laatste minuten op welk spoor een trein een station binnenkomt.

## Nederland
Het Besluit van 3 december 2004, houdende regels over de verdeling van de capaciteit van de hoofdspoorweg-infrastructuur (Besluit capaciteitsverdeling hoofdspoorweginfrastructuur) definieert een pad als de capaciteit die een trein tussen twee plaatsen, en tussen twee vastgestelde tijdstippen mag gebruiken. Het Besluit van 3 maart 2015, houdende aanwijzing hogesnelheidsnet en vaststelling van regels voor HSL-heffing 2015 (Besluit HSL-heffing 2015) verwijst hier ook naar. Onderscheiden worden de terugkerende en de incidentele paden.